# Sobrevivir (álbum)
Sobrevivir es el título del octavo álbum de estudio grabado por la cantante puertorriqueño-estadounidenss Olga Tañón. Fue lanzado al mercado por la compañía discográfica Warner Music Latina el 19 de noviembre de 2002. El álbum Sobrevivir fue producido por Humberto Gatica, coproducido por Kike Santander y Manuel Tejada y ganó el Premio Grammy Latino al Mejor Álbum Pop Vocal Femenino en la 4°. entrega de los Premios Grammy Latinos celebrados el miércoles 3 de septiembre de 2003.

## Lista de canciones
| Sobrevivir |                                  |                                                   |          |  |
| N.º        | Título                           | Escritor(es)                                      | Duración |  |
| 1.         | «Por tu amor»                    | José Luis Arroyave · Eduardo Ochoa · Luis Varona  | 3:38     |  |
| 3.         | «Caramelo»                       | Claudia Brant · Daniel Freiberg                   | 3:58     |  |
| 4.         | «A partir de hoy»                | Guadalupe García · Manuel López                   | 4:22     |  |
| 5.         | «Así es la vida»                 | Manny Benito · Alejandro Campos · Juan David      | 3:45     |  |
| 6.         | «No podrás»                      | Kike Santander                                    | 4:30     |  |
| 7.         | «Beso a beso»                    | Rodney Alejandro · Claudia Brant · Nir Seroussi   | 3:50     |  |
| 8.         | «Quién diría» (con Luis Fonsi)   | Alfredo Matheus                                   | 4:13     |  |
| 9.         | «Ojos negros»                    | Virginia Faiad · Daniel Freiberg · Luis Sarmiento | 4:14     |  |
| 10.        | «Sobrevivir»                     | Claudia Brant · Mark Portmann                     | 3:55     |  |
| 11.        | «Ángel de mi corazón»            | Claudia Brant · Luis Fonsi                        | 5:18     |  |
| 12.        | «No podrás» (Ranchera)           | Kike Santander                                    | 4:34     |  |
| 13.        | «Caramelo» (Sugar's Dance Remix) | Claudia Brant · Daniel Freiberg                   | 4:18     |  |
| 68:04      |                                  |                                                   |          |  |

## Posicionamiento en las listas
| Lista (2002/2003)               | Máxima posición |
| ------------------------------- | --------------- |
| U.S. Billboard Top Latin Albums | 11              |
| U.S. Billboard Latin Pop Albums | 10              |